# Lienella cinctoria
Lienella cinctoria là một loài tò vò trong họ Ichneumonidae.